# Związanie
|   | a | b | c | d | e | f | g | h |   |
| 8 | b8 – Czarna wieża · c8 – Czarny król · e6 – Czarny skoczek · f5 – Biały goniec · b3 – Biały skoczek · b1 – Biały hetman · c1 – Biały król | b8 – Czarna wieża · c8 – Czarny król · e6 – Czarny skoczek · f5 – Biały goniec · b3 – Biały skoczek · b1 – Biały hetman · c1 – Biały król | b8 – Czarna wieża · c8 – Czarny król · e6 – Czarny skoczek · f5 – Biały goniec · b3 – Biały skoczek · b1 – Biały hetman · c1 – Biały król | b8 – Czarna wieża · c8 – Czarny król · e6 – Czarny skoczek · f5 – Biały goniec · b3 – Biały skoczek · b1 – Biały hetman · c1 – Biały król | b8 – Czarna wieża · c8 – Czarny król · e6 – Czarny skoczek · f5 – Biały goniec · b3 – Biały skoczek · b1 – Biały hetman · c1 – Biały król | b8 – Czarna wieża · c8 – Czarny król · e6 – Czarny skoczek · f5 – Biały goniec · b3 – Biały skoczek · b1 – Biały hetman · c1 – Biały król | b8 – Czarna wieża · c8 – Czarny król · e6 – Czarny skoczek · f5 – Biały goniec · b3 – Biały skoczek · b1 – Biały hetman · c1 – Biały król | b8 – Czarna wieża · c8 – Czarny król · e6 – Czarny skoczek · f5 – Biały goniec · b3 – Biały skoczek · b1 – Biały hetman · c1 – Biały król | 8 |
| 7 | b8 – Czarna wieża · c8 – Czarny król · e6 – Czarny skoczek · f5 – Biały goniec · b3 – Biały skoczek · b1 – Biały hetman · c1 – Biały król | b8 – Czarna wieża · c8 – Czarny król · e6 – Czarny skoczek · f5 – Biały goniec · b3 – Biały skoczek · b1 – Biały hetman · c1 – Biały król | b8 – Czarna wieża · c8 – Czarny król · e6 – Czarny skoczek · f5 – Biały goniec · b3 – Biały skoczek · b1 – Biały hetman · c1 – Biały król | b8 – Czarna wieża · c8 – Czarny król · e6 – Czarny skoczek · f5 – Biały goniec · b3 – Biały skoczek · b1 – Biały hetman · c1 – Biały król | b8 – Czarna wieża · c8 – Czarny król · e6 – Czarny skoczek · f5 – Biały goniec · b3 – Biały skoczek · b1 – Biały hetman · c1 – Biały król | b8 – Czarna wieża · c8 – Czarny król · e6 – Czarny skoczek · f5 – Biały goniec · b3 – Biały skoczek · b1 – Biały hetman · c1 – Biały król | b8 – Czarna wieża · c8 – Czarny król · e6 – Czarny skoczek · f5 – Biały goniec · b3 – Biały skoczek · b1 – Biały hetman · c1 – Biały król | b8 – Czarna wieża · c8 – Czarny król · e6 – Czarny skoczek · f5 – Biały goniec · b3 – Biały skoczek · b1 – Biały hetman · c1 – Biały król | 7 |
| 6 | b8 – Czarna wieża · c8 – Czarny król · e6 – Czarny skoczek · f5 – Biały goniec · b3 – Biały skoczek · b1 – Biały hetman · c1 – Biały król | b8 – Czarna wieża · c8 – Czarny król · e6 – Czarny skoczek · f5 – Biały goniec · b3 – Biały skoczek · b1 – Biały hetman · c1 – Biały król | b8 – Czarna wieża · c8 – Czarny król · e6 – Czarny skoczek · f5 – Biały goniec · b3 – Biały skoczek · b1 – Biały hetman · c1 – Biały król | b8 – Czarna wieża · c8 – Czarny król · e6 – Czarny skoczek · f5 – Biały goniec · b3 – Biały skoczek · b1 – Biały hetman · c1 – Biały król | b8 – Czarna wieża · c8 – Czarny król · e6 – Czarny skoczek · f5 – Biały goniec · b3 – Biały skoczek · b1 – Biały hetman · c1 – Biały król | b8 – Czarna wieża · c8 – Czarny król · e6 – Czarny skoczek · f5 – Biały goniec · b3 – Biały skoczek · b1 – Biały hetman · c1 – Biały król | b8 – Czarna wieża · c8 – Czarny król · e6 – Czarny skoczek · f5 – Biały goniec · b3 – Biały skoczek · b1 – Biały hetman · c1 – Biały król | b8 – Czarna wieża · c8 – Czarny król · e6 – Czarny skoczek · f5 – Biały goniec · b3 – Biały skoczek · b1 – Biały hetman · c1 – Biały król | 6 |
| 5 | b8 – Czarna wieża · c8 – Czarny król · e6 – Czarny skoczek · f5 – Biały goniec · b3 – Biały skoczek · b1 – Biały hetman · c1 – Biały król | b8 – Czarna wieża · c8 – Czarny król · e6 – Czarny skoczek · f5 – Biały goniec · b3 – Biały skoczek · b1 – Biały hetman · c1 – Biały król | b8 – Czarna wieża · c8 – Czarny król · e6 – Czarny skoczek · f5 – Biały goniec · b3 – Biały skoczek · b1 – Biały hetman · c1 – Biały król | b8 – Czarna wieża · c8 – Czarny król · e6 – Czarny skoczek · f5 – Biały goniec · b3 – Biały skoczek · b1 – Biały hetman · c1 – Biały król | b8 – Czarna wieża · c8 – Czarny król · e6 – Czarny skoczek · f5 – Biały goniec · b3 – Biały skoczek · b1 – Biały hetman · c1 – Biały król | b8 – Czarna wieża · c8 – Czarny król · e6 – Czarny skoczek · f5 – Biały goniec · b3 – Biały skoczek · b1 – Biały hetman · c1 – Biały król | b8 – Czarna wieża · c8 – Czarny król · e6 – Czarny skoczek · f5 – Biały goniec · b3 – Biały skoczek · b1 – Biały hetman · c1 – Biały król | b8 – Czarna wieża · c8 – Czarny król · e6 – Czarny skoczek · f5 – Biały goniec · b3 – Biały skoczek · b1 – Biały hetman · c1 – Biały król | 5 |
| 4 | b8 – Czarna wieża · c8 – Czarny król · e6 – Czarny skoczek · f5 – Biały goniec · b3 – Biały skoczek · b1 – Biały hetman · c1 – Biały król | b8 – Czarna wieża · c8 – Czarny król · e6 – Czarny skoczek · f5 – Biały goniec · b3 – Biały skoczek · b1 – Biały hetman · c1 – Biały król | b8 – Czarna wieża · c8 – Czarny król · e6 – Czarny skoczek · f5 – Biały goniec · b3 – Biały skoczek · b1 – Biały hetman · c1 – Biały król | b8 – Czarna wieża · c8 – Czarny król · e6 – Czarny skoczek · f5 – Biały goniec · b3 – Biały skoczek · b1 – Biały hetman · c1 – Biały król | b8 – Czarna wieża · c8 – Czarny król · e6 – Czarny skoczek · f5 – Biały goniec · b3 – Biały skoczek · b1 – Biały hetman · c1 – Biały król | b8 – Czarna wieża · c8 – Czarny król · e6 – Czarny skoczek · f5 – Biały goniec · b3 – Biały skoczek · b1 – Biały hetman · c1 – Biały król | b8 – Czarna wieża · c8 – Czarny król · e6 – Czarny skoczek · f5 – Biały goniec · b3 – Biały skoczek · b1 – Biały hetman · c1 – Biały król | b8 – Czarna wieża · c8 – Czarny król · e6 – Czarny skoczek · f5 – Biały goniec · b3 – Biały skoczek · b1 – Biały hetman · c1 – Biały król | 4 |
| 3 | b8 – Czarna wieża · c8 – Czarny król · e6 – Czarny skoczek · f5 – Biały goniec · b3 – Biały skoczek · b1 – Biały hetman · c1 – Biały król | b8 – Czarna wieża · c8 – Czarny król · e6 – Czarny skoczek · f5 – Biały goniec · b3 – Biały skoczek · b1 – Biały hetman · c1 – Biały król | b8 – Czarna wieża · c8 – Czarny król · e6 – Czarny skoczek · f5 – Biały goniec · b3 – Biały skoczek · b1 – Biały hetman · c1 – Biały król | b8 – Czarna wieża · c8 – Czarny król · e6 – Czarny skoczek · f5 – Biały goniec · b3 – Biały skoczek · b1 – Biały hetman · c1 – Biały król | b8 – Czarna wieża · c8 – Czarny król · e6 – Czarny skoczek · f5 – Biały goniec · b3 – Biały skoczek · b1 – Biały hetman · c1 – Biały król | b8 – Czarna wieża · c8 – Czarny król · e6 – Czarny skoczek · f5 – Biały goniec · b3 – Biały skoczek · b1 – Biały hetman · c1 – Biały król | b8 – Czarna wieża · c8 – Czarny król · e6 – Czarny skoczek · f5 – Biały goniec · b3 – Biały skoczek · b1 – Biały hetman · c1 – Biały król | b8 – Czarna wieża · c8 – Czarny król · e6 – Czarny skoczek · f5 – Biały goniec · b3 – Biały skoczek · b1 – Biały hetman · c1 – Biały król | 3 |
| 2 | b8 – Czarna wieża · c8 – Czarny król · e6 – Czarny skoczek · f5 – Biały goniec · b3 – Biały skoczek · b1 – Biały hetman · c1 – Biały król | b8 – Czarna wieża · c8 – Czarny król · e6 – Czarny skoczek · f5 – Biały goniec · b3 – Biały skoczek · b1 – Biały hetman · c1 – Biały król | b8 – Czarna wieża · c8 – Czarny król · e6 – Czarny skoczek · f5 – Biały goniec · b3 – Biały skoczek · b1 – Biały hetman · c1 – Biały król | b8 – Czarna wieża · c8 – Czarny król · e6 – Czarny skoczek · f5 – Biały goniec · b3 – Biały skoczek · b1 – Biały hetman · c1 – Biały król | b8 – Czarna wieża · c8 – Czarny król · e6 – Czarny skoczek · f5 – Biały goniec · b3 – Biały skoczek · b1 – Biały hetman · c1 – Biały król | b8 – Czarna wieża · c8 – Czarny król · e6 – Czarny skoczek · f5 – Biały goniec · b3 – Biały skoczek · b1 – Biały hetman · c1 – Biały król | b8 – Czarna wieża · c8 – Czarny król · e6 – Czarny skoczek · f5 – Biały goniec · b3 – Biały skoczek · b1 – Biały hetman · c1 – Biały król | b8 – Czarna wieża · c8 – Czarny król · e6 – Czarny skoczek · f5 – Biały goniec · b3 – Biały skoczek · b1 – Biały hetman · c1 – Biały król | 2 |
| 1 | b8 – Czarna wieża · c8 – Czarny król · e6 – Czarny skoczek · f5 – Biały goniec · b3 – Biały skoczek · b1 – Biały hetman · c1 – Biały król | b8 – Czarna wieża · c8 – Czarny król · e6 – Czarny skoczek · f5 – Biały goniec · b3 – Biały skoczek · b1 – Biały hetman · c1 – Biały król | b8 – Czarna wieża · c8 – Czarny król · e6 – Czarny skoczek · f5 – Biały goniec · b3 – Biały skoczek · b1 – Biały hetman · c1 – Biały król | b8 – Czarna wieża · c8 – Czarny król · e6 – Czarny skoczek · f5 – Biały goniec · b3 – Biały skoczek · b1 – Biały hetman · c1 – Biały król | b8 – Czarna wieża · c8 – Czarny król · e6 – Czarny skoczek · f5 – Biały goniec · b3 – Biały skoczek · b1 – Biały hetman · c1 – Biały król | b8 – Czarna wieża · c8 – Czarny król · e6 – Czarny skoczek · f5 – Biały goniec · b3 – Biały skoczek · b1 – Biały hetman · c1 – Biały król | b8 – Czarna wieża · c8 – Czarny król · e6 – Czarny skoczek · f5 – Biały goniec · b3 – Biały skoczek · b1 – Biały hetman · c1 – Biały król | b8 – Czarna wieża · c8 – Czarny król · e6 – Czarny skoczek · f5 – Biały goniec · b3 – Biały skoczek · b1 – Biały hetman · c1 – Biały król | 1 |
|   | a | b | c | d | e | f | g | h |   |

|   | a | b | c | d | e | f | g | h |   |
| 8 | d8 – Czarny hetman · e8 – Czarny goniec · g8 – Czarny król · a7 – Czarny pionek · f7 – Czarny pionek · g7 – Czarny pionek · h7 – Czarny pionek · c6 – Czarny pionek · b5 – Czarny pionek · d4 – Czarny pionek · g4 – Biała wieża · d3 – Biały pionek · h3 – Biały hetman · c2 – Biały pionek · f2 – Biały pionek · g2 – Biały pionek · h2 – Biały pionek · g1 – Biały król | d8 – Czarny hetman · e8 – Czarny goniec · g8 – Czarny król · a7 – Czarny pionek · f7 – Czarny pionek · g7 – Czarny pionek · h7 – Czarny pionek · c6 – Czarny pionek · b5 – Czarny pionek · d4 – Czarny pionek · g4 – Biała wieża · d3 – Biały pionek · h3 – Biały hetman · c2 – Biały pionek · f2 – Biały pionek · g2 – Biały pionek · h2 – Biały pionek · g1 – Biały król | d8 – Czarny hetman · e8 – Czarny goniec · g8 – Czarny król · a7 – Czarny pionek · f7 – Czarny pionek · g7 – Czarny pionek · h7 – Czarny pionek · c6 – Czarny pionek · b5 – Czarny pionek · d4 – Czarny pionek · g4 – Biała wieża · d3 – Biały pionek · h3 – Biały hetman · c2 – Biały pionek · f2 – Biały pionek · g2 – Biały pionek · h2 – Biały pionek · g1 – Biały król | d8 – Czarny hetman · e8 – Czarny goniec · g8 – Czarny król · a7 – Czarny pionek · f7 – Czarny pionek · g7 – Czarny pionek · h7 – Czarny pionek · c6 – Czarny pionek · b5 – Czarny pionek · d4 – Czarny pionek · g4 – Biała wieża · d3 – Biały pionek · h3 – Biały hetman · c2 – Biały pionek · f2 – Biały pionek · g2 – Biały pionek · h2 – Biały pionek · g1 – Biały król | d8 – Czarny hetman · e8 – Czarny goniec · g8 – Czarny król · a7 – Czarny pionek · f7 – Czarny pionek · g7 – Czarny pionek · h7 – Czarny pionek · c6 – Czarny pionek · b5 – Czarny pionek · d4 – Czarny pionek · g4 – Biała wieża · d3 – Biały pionek · h3 – Biały hetman · c2 – Biały pionek · f2 – Biały pionek · g2 – Biały pionek · h2 – Biały pionek · g1 – Biały król | d8 – Czarny hetman · e8 – Czarny goniec · g8 – Czarny król · a7 – Czarny pionek · f7 – Czarny pionek · g7 – Czarny pionek · h7 – Czarny pionek · c6 – Czarny pionek · b5 – Czarny pionek · d4 – Czarny pionek · g4 – Biała wieża · d3 – Biały pionek · h3 – Biały hetman · c2 – Biały pionek · f2 – Biały pionek · g2 – Biały pionek · h2 – Biały pionek · g1 – Biały król | d8 – Czarny hetman · e8 – Czarny goniec · g8 – Czarny król · a7 – Czarny pionek · f7 – Czarny pionek · g7 – Czarny pionek · h7 – Czarny pionek · c6 – Czarny pionek · b5 – Czarny pionek · d4 – Czarny pionek · g4 – Biała wieża · d3 – Biały pionek · h3 – Biały hetman · c2 – Biały pionek · f2 – Biały pionek · g2 – Biały pionek · h2 – Biały pionek · g1 – Biały król | d8 – Czarny hetman · e8 – Czarny goniec · g8 – Czarny król · a7 – Czarny pionek · f7 – Czarny pionek · g7 – Czarny pionek · h7 – Czarny pionek · c6 – Czarny pionek · b5 – Czarny pionek · d4 – Czarny pionek · g4 – Biała wieża · d3 – Biały pionek · h3 – Biały hetman · c2 – Biały pionek · f2 – Biały pionek · g2 – Biały pionek · h2 – Biały pionek · g1 – Biały król | 8 |
| 7 | d8 – Czarny hetman · e8 – Czarny goniec · g8 – Czarny król · a7 – Czarny pionek · f7 – Czarny pionek · g7 – Czarny pionek · h7 – Czarny pionek · c6 – Czarny pionek · b5 – Czarny pionek · d4 – Czarny pionek · g4 – Biała wieża · d3 – Biały pionek · h3 – Biały hetman · c2 – Biały pionek · f2 – Biały pionek · g2 – Biały pionek · h2 – Biały pionek · g1 – Biały król | d8 – Czarny hetman · e8 – Czarny goniec · g8 – Czarny król · a7 – Czarny pionek · f7 – Czarny pionek · g7 – Czarny pionek · h7 – Czarny pionek · c6 – Czarny pionek · b5 – Czarny pionek · d4 – Czarny pionek · g4 – Biała wieża · d3 – Biały pionek · h3 – Biały hetman · c2 – Biały pionek · f2 – Biały pionek · g2 – Biały pionek · h2 – Biały pionek · g1 – Biały król | d8 – Czarny hetman · e8 – Czarny goniec · g8 – Czarny król · a7 – Czarny pionek · f7 – Czarny pionek · g7 – Czarny pionek · h7 – Czarny pionek · c6 – Czarny pionek · b5 – Czarny pionek · d4 – Czarny pionek · g4 – Biała wieża · d3 – Biały pionek · h3 – Biały hetman · c2 – Biały pionek · f2 – Biały pionek · g2 – Biały pionek · h2 – Biały pionek · g1 – Biały król | d8 – Czarny hetman · e8 – Czarny goniec · g8 – Czarny król · a7 – Czarny pionek · f7 – Czarny pionek · g7 – Czarny pionek · h7 – Czarny pionek · c6 – Czarny pionek · b5 – Czarny pionek · d4 – Czarny pionek · g4 – Biała wieża · d3 – Biały pionek · h3 – Biały hetman · c2 – Biały pionek · f2 – Biały pionek · g2 – Biały pionek · h2 – Biały pionek · g1 – Biały król | d8 – Czarny hetman · e8 – Czarny goniec · g8 – Czarny król · a7 – Czarny pionek · f7 – Czarny pionek · g7 – Czarny pionek · h7 – Czarny pionek · c6 – Czarny pionek · b5 – Czarny pionek · d4 – Czarny pionek · g4 – Biała wieża · d3 – Biały pionek · h3 – Biały hetman · c2 – Biały pionek · f2 – Biały pionek · g2 – Biały pionek · h2 – Biały pionek · g1 – Biały król | d8 – Czarny hetman · e8 – Czarny goniec · g8 – Czarny król · a7 – Czarny pionek · f7 – Czarny pionek · g7 – Czarny pionek · h7 – Czarny pionek · c6 – Czarny pionek · b5 – Czarny pionek · d4 – Czarny pionek · g4 – Biała wieża · d3 – Biały pionek · h3 – Biały hetman · c2 – Biały pionek · f2 – Biały pionek · g2 – Biały pionek · h2 – Biały pionek · g1 – Biały król | d8 – Czarny hetman · e8 – Czarny goniec · g8 – Czarny król · a7 – Czarny pionek · f7 – Czarny pionek · g7 – Czarny pionek · h7 – Czarny pionek · c6 – Czarny pionek · b5 – Czarny pionek · d4 – Czarny pionek · g4 – Biała wieża · d3 – Biały pionek · h3 – Biały hetman · c2 – Biały pionek · f2 – Biały pionek · g2 – Biały pionek · h2 – Biały pionek · g1 – Biały król | d8 – Czarny hetman · e8 – Czarny goniec · g8 – Czarny król · a7 – Czarny pionek · f7 – Czarny pionek · g7 – Czarny pionek · h7 – Czarny pionek · c6 – Czarny pionek · b5 – Czarny pionek · d4 – Czarny pionek · g4 – Biała wieża · d3 – Biały pionek · h3 – Biały hetman · c2 – Biały pionek · f2 – Biały pionek · g2 – Biały pionek · h2 – Biały pionek · g1 – Biały król | 7 |
| 6 | d8 – Czarny hetman · e8 – Czarny goniec · g8 – Czarny król · a7 – Czarny pionek · f7 – Czarny pionek · g7 – Czarny pionek · h7 – Czarny pionek · c6 – Czarny pionek · b5 – Czarny pionek · d4 – Czarny pionek · g4 – Biała wieża · d3 – Biały pionek · h3 – Biały hetman · c2 – Biały pionek · f2 – Biały pionek · g2 – Biały pionek · h2 – Biały pionek · g1 – Biały król | d8 – Czarny hetman · e8 – Czarny goniec · g8 – Czarny król · a7 – Czarny pionek · f7 – Czarny pionek · g7 – Czarny pionek · h7 – Czarny pionek · c6 – Czarny pionek · b5 – Czarny pionek · d4 – Czarny pionek · g4 – Biała wieża · d3 – Biały pionek · h3 – Biały hetman · c2 – Biały pionek · f2 – Biały pionek · g2 – Biały pionek · h2 – Biały pionek · g1 – Biały król | d8 – Czarny hetman · e8 – Czarny goniec · g8 – Czarny król · a7 – Czarny pionek · f7 – Czarny pionek · g7 – Czarny pionek · h7 – Czarny pionek · c6 – Czarny pionek · b5 – Czarny pionek · d4 – Czarny pionek · g4 – Biała wieża · d3 – Biały pionek · h3 – Biały hetman · c2 – Biały pionek · f2 – Biały pionek · g2 – Biały pionek · h2 – Biały pionek · g1 – Biały król | d8 – Czarny hetman · e8 – Czarny goniec · g8 – Czarny król · a7 – Czarny pionek · f7 – Czarny pionek · g7 – Czarny pionek · h7 – Czarny pionek · c6 – Czarny pionek · b5 – Czarny pionek · d4 – Czarny pionek · g4 – Biała wieża · d3 – Biały pionek · h3 – Biały hetman · c2 – Biały pionek · f2 – Biały pionek · g2 – Biały pionek · h2 – Biały pionek · g1 – Biały król | d8 – Czarny hetman · e8 – Czarny goniec · g8 – Czarny król · a7 – Czarny pionek · f7 – Czarny pionek · g7 – Czarny pionek · h7 – Czarny pionek · c6 – Czarny pionek · b5 – Czarny pionek · d4 – Czarny pionek · g4 – Biała wieża · d3 – Biały pionek · h3 – Biały hetman · c2 – Biały pionek · f2 – Biały pionek · g2 – Biały pionek · h2 – Biały pionek · g1 – Biały król | d8 – Czarny hetman · e8 – Czarny goniec · g8 – Czarny król · a7 – Czarny pionek · f7 – Czarny pionek · g7 – Czarny pionek · h7 – Czarny pionek · c6 – Czarny pionek · b5 – Czarny pionek · d4 – Czarny pionek · g4 – Biała wieża · d3 – Biały pionek · h3 – Biały hetman · c2 – Biały pionek · f2 – Biały pionek · g2 – Biały pionek · h2 – Biały pionek · g1 – Biały król | d8 – Czarny hetman · e8 – Czarny goniec · g8 – Czarny król · a7 – Czarny pionek · f7 – Czarny pionek · g7 – Czarny pionek · h7 – Czarny pionek · c6 – Czarny pionek · b5 – Czarny pionek · d4 – Czarny pionek · g4 – Biała wieża · d3 – Biały pionek · h3 – Biały hetman · c2 – Biały pionek · f2 – Biały pionek · g2 – Biały pionek · h2 – Biały pionek · g1 – Biały król | d8 – Czarny hetman · e8 – Czarny goniec · g8 – Czarny król · a7 – Czarny pionek · f7 – Czarny pionek · g7 – Czarny pionek · h7 – Czarny pionek · c6 – Czarny pionek · b5 – Czarny pionek · d4 – Czarny pionek · g4 – Biała wieża · d3 – Biały pionek · h3 – Biały hetman · c2 – Biały pionek · f2 – Biały pionek · g2 – Biały pionek · h2 – Biały pionek · g1 – Biały król | 6 |
| 5 | d8 – Czarny hetman · e8 – Czarny goniec · g8 – Czarny król · a7 – Czarny pionek · f7 – Czarny pionek · g7 – Czarny pionek · h7 – Czarny pionek · c6 – Czarny pionek · b5 – Czarny pionek · d4 – Czarny pionek · g4 – Biała wieża · d3 – Biały pionek · h3 – Biały hetman · c2 – Biały pionek · f2 – Biały pionek · g2 – Biały pionek · h2 – Biały pionek · g1 – Biały król | d8 – Czarny hetman · e8 – Czarny goniec · g8 – Czarny król · a7 – Czarny pionek · f7 – Czarny pionek · g7 – Czarny pionek · h7 – Czarny pionek · c6 – Czarny pionek · b5 – Czarny pionek · d4 – Czarny pionek · g4 – Biała wieża · d3 – Biały pionek · h3 – Biały hetman · c2 – Biały pionek · f2 – Biały pionek · g2 – Biały pionek · h2 – Biały pionek · g1 – Biały król | d8 – Czarny hetman · e8 – Czarny goniec · g8 – Czarny król · a7 – Czarny pionek · f7 – Czarny pionek · g7 – Czarny pionek · h7 – Czarny pionek · c6 – Czarny pionek · b5 – Czarny pionek · d4 – Czarny pionek · g4 – Biała wieża · d3 – Biały pionek · h3 – Biały hetman · c2 – Biały pionek · f2 – Biały pionek · g2 – Biały pionek · h2 – Biały pionek · g1 – Biały król | d8 – Czarny hetman · e8 – Czarny goniec · g8 – Czarny król · a7 – Czarny pionek · f7 – Czarny pionek · g7 – Czarny pionek · h7 – Czarny pionek · c6 – Czarny pionek · b5 – Czarny pionek · d4 – Czarny pionek · g4 – Biała wieża · d3 – Biały pionek · h3 – Biały hetman · c2 – Biały pionek · f2 – Biały pionek · g2 – Biały pionek · h2 – Biały pionek · g1 – Biały król | d8 – Czarny hetman · e8 – Czarny goniec · g8 – Czarny król · a7 – Czarny pionek · f7 – Czarny pionek · g7 – Czarny pionek · h7 – Czarny pionek · c6 – Czarny pionek · b5 – Czarny pionek · d4 – Czarny pionek · g4 – Biała wieża · d3 – Biały pionek · h3 – Biały hetman · c2 – Biały pionek · f2 – Biały pionek · g2 – Biały pionek · h2 – Biały pionek · g1 – Biały król | d8 – Czarny hetman · e8 – Czarny goniec · g8 – Czarny król · a7 – Czarny pionek · f7 – Czarny pionek · g7 – Czarny pionek · h7 – Czarny pionek · c6 – Czarny pionek · b5 – Czarny pionek · d4 – Czarny pionek · g4 – Biała wieża · d3 – Biały pionek · h3 – Biały hetman · c2 – Biały pionek · f2 – Biały pionek · g2 – Biały pionek · h2 – Biały pionek · g1 – Biały król | d8 – Czarny hetman · e8 – Czarny goniec · g8 – Czarny król · a7 – Czarny pionek · f7 – Czarny pionek · g7 – Czarny pionek · h7 – Czarny pionek · c6 – Czarny pionek · b5 – Czarny pionek · d4 – Czarny pionek · g4 – Biała wieża · d3 – Biały pionek · h3 – Biały hetman · c2 – Biały pionek · f2 – Biały pionek · g2 – Biały pionek · h2 – Biały pionek · g1 – Biały król | d8 – Czarny hetman · e8 – Czarny goniec · g8 – Czarny król · a7 – Czarny pionek · f7 – Czarny pionek · g7 – Czarny pionek · h7 – Czarny pionek · c6 – Czarny pionek · b5 – Czarny pionek · d4 – Czarny pionek · g4 – Biała wieża · d3 – Biały pionek · h3 – Biały hetman · c2 – Biały pionek · f2 – Biały pionek · g2 – Biały pionek · h2 – Biały pionek · g1 – Biały król | 5 |
| 4 | d8 – Czarny hetman · e8 – Czarny goniec · g8 – Czarny król · a7 – Czarny pionek · f7 – Czarny pionek · g7 – Czarny pionek · h7 – Czarny pionek · c6 – Czarny pionek · b5 – Czarny pionek · d4 – Czarny pionek · g4 – Biała wieża · d3 – Biały pionek · h3 – Biały hetman · c2 – Biały pionek · f2 – Biały pionek · g2 – Biały pionek · h2 – Biały pionek · g1 – Biały król | d8 – Czarny hetman · e8 – Czarny goniec · g8 – Czarny król · a7 – Czarny pionek · f7 – Czarny pionek · g7 – Czarny pionek · h7 – Czarny pionek · c6 – Czarny pionek · b5 – Czarny pionek · d4 – Czarny pionek · g4 – Biała wieża · d3 – Biały pionek · h3 – Biały hetman · c2 – Biały pionek · f2 – Biały pionek · g2 – Biały pionek · h2 – Biały pionek · g1 – Biały król | d8 – Czarny hetman · e8 – Czarny goniec · g8 – Czarny król · a7 – Czarny pionek · f7 – Czarny pionek · g7 – Czarny pionek · h7 – Czarny pionek · c6 – Czarny pionek · b5 – Czarny pionek · d4 – Czarny pionek · g4 – Biała wieża · d3 – Biały pionek · h3 – Biały hetman · c2 – Biały pionek · f2 – Biały pionek · g2 – Biały pionek · h2 – Biały pionek · g1 – Biały król | d8 – Czarny hetman · e8 – Czarny goniec · g8 – Czarny król · a7 – Czarny pionek · f7 – Czarny pionek · g7 – Czarny pionek · h7 – Czarny pionek · c6 – Czarny pionek · b5 – Czarny pionek · d4 – Czarny pionek · g4 – Biała wieża · d3 – Biały pionek · h3 – Biały hetman · c2 – Biały pionek · f2 – Biały pionek · g2 – Biały pionek · h2 – Biały pionek · g1 – Biały król | d8 – Czarny hetman · e8 – Czarny goniec · g8 – Czarny król · a7 – Czarny pionek · f7 – Czarny pionek · g7 – Czarny pionek · h7 – Czarny pionek · c6 – Czarny pionek · b5 – Czarny pionek · d4 – Czarny pionek · g4 – Biała wieża · d3 – Biały pionek · h3 – Biały hetman · c2 – Biały pionek · f2 – Biały pionek · g2 – Biały pionek · h2 – Biały pionek · g1 – Biały król | d8 – Czarny hetman · e8 – Czarny goniec · g8 – Czarny król · a7 – Czarny pionek · f7 – Czarny pionek · g7 – Czarny pionek · h7 – Czarny pionek · c6 – Czarny pionek · b5 – Czarny pionek · d4 – Czarny pionek · g4 – Biała wieża · d3 – Biały pionek · h3 – Biały hetman · c2 – Biały pionek · f2 – Biały pionek · g2 – Biały pionek · h2 – Biały pionek · g1 – Biały król | d8 – Czarny hetman · e8 – Czarny goniec · g8 – Czarny król · a7 – Czarny pionek · f7 – Czarny pionek · g7 – Czarny pionek · h7 – Czarny pionek · c6 – Czarny pionek · b5 – Czarny pionek · d4 – Czarny pionek · g4 – Biała wieża · d3 – Biały pionek · h3 – Biały hetman · c2 – Biały pionek · f2 – Biały pionek · g2 – Biały pionek · h2 – Biały pionek · g1 – Biały król | d8 – Czarny hetman · e8 – Czarny goniec · g8 – Czarny król · a7 – Czarny pionek · f7 – Czarny pionek · g7 – Czarny pionek · h7 – Czarny pionek · c6 – Czarny pionek · b5 – Czarny pionek · d4 – Czarny pionek · g4 – Biała wieża · d3 – Biały pionek · h3 – Biały hetman · c2 – Biały pionek · f2 – Biały pionek · g2 – Biały pionek · h2 – Biały pionek · g1 – Biały król | 4 |
| 3 | d8 – Czarny hetman · e8 – Czarny goniec · g8 – Czarny król · a7 – Czarny pionek · f7 – Czarny pionek · g7 – Czarny pionek · h7 – Czarny pionek · c6 – Czarny pionek · b5 – Czarny pionek · d4 – Czarny pionek · g4 – Biała wieża · d3 – Biały pionek · h3 – Biały hetman · c2 – Biały pionek · f2 – Biały pionek · g2 – Biały pionek · h2 – Biały pionek · g1 – Biały król | d8 – Czarny hetman · e8 – Czarny goniec · g8 – Czarny król · a7 – Czarny pionek · f7 – Czarny pionek · g7 – Czarny pionek · h7 – Czarny pionek · c6 – Czarny pionek · b5 – Czarny pionek · d4 – Czarny pionek · g4 – Biała wieża · d3 – Biały pionek · h3 – Biały hetman · c2 – Biały pionek · f2 – Biały pionek · g2 – Biały pionek · h2 – Biały pionek · g1 – Biały król | d8 – Czarny hetman · e8 – Czarny goniec · g8 – Czarny król · a7 – Czarny pionek · f7 – Czarny pionek · g7 – Czarny pionek · h7 – Czarny pionek · c6 – Czarny pionek · b5 – Czarny pionek · d4 – Czarny pionek · g4 – Biała wieża · d3 – Biały pionek · h3 – Biały hetman · c2 – Biały pionek · f2 – Biały pionek · g2 – Biały pionek · h2 – Biały pionek · g1 – Biały król | d8 – Czarny hetman · e8 – Czarny goniec · g8 – Czarny król · a7 – Czarny pionek · f7 – Czarny pionek · g7 – Czarny pionek · h7 – Czarny pionek · c6 – Czarny pionek · b5 – Czarny pionek · d4 – Czarny pionek · g4 – Biała wieża · d3 – Biały pionek · h3 – Biały hetman · c2 – Biały pionek · f2 – Biały pionek · g2 – Biały pionek · h2 – Biały pionek · g1 – Biały król | d8 – Czarny hetman · e8 – Czarny goniec · g8 – Czarny król · a7 – Czarny pionek · f7 – Czarny pionek · g7 – Czarny pionek · h7 – Czarny pionek · c6 – Czarny pionek · b5 – Czarny pionek · d4 – Czarny pionek · g4 – Biała wieża · d3 – Biały pionek · h3 – Biały hetman · c2 – Biały pionek · f2 – Biały pionek · g2 – Biały pionek · h2 – Biały pionek · g1 – Biały król | d8 – Czarny hetman · e8 – Czarny goniec · g8 – Czarny król · a7 – Czarny pionek · f7 – Czarny pionek · g7 – Czarny pionek · h7 – Czarny pionek · c6 – Czarny pionek · b5 – Czarny pionek · d4 – Czarny pionek · g4 – Biała wieża · d3 – Biały pionek · h3 – Biały hetman · c2 – Biały pionek · f2 – Biały pionek · g2 – Biały pionek · h2 – Biały pionek · g1 – Biały król | d8 – Czarny hetman · e8 – Czarny goniec · g8 – Czarny król · a7 – Czarny pionek · f7 – Czarny pionek · g7 – Czarny pionek · h7 – Czarny pionek · c6 – Czarny pionek · b5 – Czarny pionek · d4 – Czarny pionek · g4 – Biała wieża · d3 – Biały pionek · h3 – Biały hetman · c2 – Biały pionek · f2 – Biały pionek · g2 – Biały pionek · h2 – Biały pionek · g1 – Biały król | d8 – Czarny hetman · e8 – Czarny goniec · g8 – Czarny król · a7 – Czarny pionek · f7 – Czarny pionek · g7 – Czarny pionek · h7 – Czarny pionek · c6 – Czarny pionek · b5 – Czarny pionek · d4 – Czarny pionek · g4 – Biała wieża · d3 – Biały pionek · h3 – Biały hetman · c2 – Biały pionek · f2 – Biały pionek · g2 – Biały pionek · h2 – Biały pionek · g1 – Biały król | 3 |
| 2 | d8 – Czarny hetman · e8 – Czarny goniec · g8 – Czarny król · a7 – Czarny pionek · f7 – Czarny pionek · g7 – Czarny pionek · h7 – Czarny pionek · c6 – Czarny pionek · b5 – Czarny pionek · d4 – Czarny pionek · g4 – Biała wieża · d3 – Biały pionek · h3 – Biały hetman · c2 – Biały pionek · f2 – Biały pionek · g2 – Biały pionek · h2 – Biały pionek · g1 – Biały król | d8 – Czarny hetman · e8 – Czarny goniec · g8 – Czarny król · a7 – Czarny pionek · f7 – Czarny pionek · g7 – Czarny pionek · h7 – Czarny pionek · c6 – Czarny pionek · b5 – Czarny pionek · d4 – Czarny pionek · g4 – Biała wieża · d3 – Biały pionek · h3 – Biały hetman · c2 – Biały pionek · f2 – Biały pionek · g2 – Biały pionek · h2 – Biały pionek · g1 – Biały król | d8 – Czarny hetman · e8 – Czarny goniec · g8 – Czarny król · a7 – Czarny pionek · f7 – Czarny pionek · g7 – Czarny pionek · h7 – Czarny pionek · c6 – Czarny pionek · b5 – Czarny pionek · d4 – Czarny pionek · g4 – Biała wieża · d3 – Biały pionek · h3 – Biały hetman · c2 – Biały pionek · f2 – Biały pionek · g2 – Biały pionek · h2 – Biały pionek · g1 – Biały król | d8 – Czarny hetman · e8 – Czarny goniec · g8 – Czarny król · a7 – Czarny pionek · f7 – Czarny pionek · g7 – Czarny pionek · h7 – Czarny pionek · c6 – Czarny pionek · b5 – Czarny pionek · d4 – Czarny pionek · g4 – Biała wieża · d3 – Biały pionek · h3 – Biały hetman · c2 – Biały pionek · f2 – Biały pionek · g2 – Biały pionek · h2 – Biały pionek · g1 – Biały król | d8 – Czarny hetman · e8 – Czarny goniec · g8 – Czarny król · a7 – Czarny pionek · f7 – Czarny pionek · g7 – Czarny pionek · h7 – Czarny pionek · c6 – Czarny pionek · b5 – Czarny pionek · d4 – Czarny pionek · g4 – Biała wieża · d3 – Biały pionek · h3 – Biały hetman · c2 – Biały pionek · f2 – Biały pionek · g2 – Biały pionek · h2 – Biały pionek · g1 – Biały król | d8 – Czarny hetman · e8 – Czarny goniec · g8 – Czarny król · a7 – Czarny pionek · f7 – Czarny pionek · g7 – Czarny pionek · h7 – Czarny pionek · c6 – Czarny pionek · b5 – Czarny pionek · d4 – Czarny pionek · g4 – Biała wieża · d3 – Biały pionek · h3 – Biały hetman · c2 – Biały pionek · f2 – Biały pionek · g2 – Biały pionek · h2 – Biały pionek · g1 – Biały król | d8 – Czarny hetman · e8 – Czarny goniec · g8 – Czarny król · a7 – Czarny pionek · f7 – Czarny pionek · g7 – Czarny pionek · h7 – Czarny pionek · c6 – Czarny pionek · b5 – Czarny pionek · d4 – Czarny pionek · g4 – Biała wieża · d3 – Biały pionek · h3 – Biały hetman · c2 – Biały pionek · f2 – Biały pionek · g2 – Biały pionek · h2 – Biały pionek · g1 – Biały król | d8 – Czarny hetman · e8 – Czarny goniec · g8 – Czarny król · a7 – Czarny pionek · f7 – Czarny pionek · g7 – Czarny pionek · h7 – Czarny pionek · c6 – Czarny pionek · b5 – Czarny pionek · d4 – Czarny pionek · g4 – Biała wieża · d3 – Biały pionek · h3 – Biały hetman · c2 – Biały pionek · f2 – Biały pionek · g2 – Biały pionek · h2 – Biały pionek · g1 – Biały król | 2 |
| 1 | d8 – Czarny hetman · e8 – Czarny goniec · g8 – Czarny król · a7 – Czarny pionek · f7 – Czarny pionek · g7 – Czarny pionek · h7 – Czarny pionek · c6 – Czarny pionek · b5 – Czarny pionek · d4 – Czarny pionek · g4 – Biała wieża · d3 – Biały pionek · h3 – Biały hetman · c2 – Biały pionek · f2 – Biały pionek · g2 – Biały pionek · h2 – Biały pionek · g1 – Biały król | d8 – Czarny hetman · e8 – Czarny goniec · g8 – Czarny król · a7 – Czarny pionek · f7 – Czarny pionek · g7 – Czarny pionek · h7 – Czarny pionek · c6 – Czarny pionek · b5 – Czarny pionek · d4 – Czarny pionek · g4 – Biała wieża · d3 – Biały pionek · h3 – Biały hetman · c2 – Biały pionek · f2 – Biały pionek · g2 – Biały pionek · h2 – Biały pionek · g1 – Biały król | d8 – Czarny hetman · e8 – Czarny goniec · g8 – Czarny król · a7 – Czarny pionek · f7 – Czarny pionek · g7 – Czarny pionek · h7 – Czarny pionek · c6 – Czarny pionek · b5 – Czarny pionek · d4 – Czarny pionek · g4 – Biała wieża · d3 – Biały pionek · h3 – Biały hetman · c2 – Biały pionek · f2 – Biały pionek · g2 – Biały pionek · h2 – Biały pionek · g1 – Biały król | d8 – Czarny hetman · e8 – Czarny goniec · g8 – Czarny król · a7 – Czarny pionek · f7 – Czarny pionek · g7 – Czarny pionek · h7 – Czarny pionek · c6 – Czarny pionek · b5 – Czarny pionek · d4 – Czarny pionek · g4 – Biała wieża · d3 – Biały pionek · h3 – Biały hetman · c2 – Biały pionek · f2 – Biały pionek · g2 – Biały pionek · h2 – Biały pionek · g1 – Biały król | d8 – Czarny hetman · e8 – Czarny goniec · g8 – Czarny król · a7 – Czarny pionek · f7 – Czarny pionek · g7 – Czarny pionek · h7 – Czarny pionek · c6 – Czarny pionek · b5 – Czarny pionek · d4 – Czarny pionek · g4 – Biała wieża · d3 – Biały pionek · h3 – Biały hetman · c2 – Biały pionek · f2 – Biały pionek · g2 – Biały pionek · h2 – Biały pionek · g1 – Biały król | d8 – Czarny hetman · e8 – Czarny goniec · g8 – Czarny król · a7 – Czarny pionek · f7 – Czarny pionek · g7 – Czarny pionek · h7 – Czarny pionek · c6 – Czarny pionek · b5 – Czarny pionek · d4 – Czarny pionek · g4 – Biała wieża · d3 – Biały pionek · h3 – Biały hetman · c2 – Biały pionek · f2 – Biały pionek · g2 – Biały pionek · h2 – Biały pionek · g1 – Biały król | d8 – Czarny hetman · e8 – Czarny goniec · g8 – Czarny król · a7 – Czarny pionek · f7 – Czarny pionek · g7 – Czarny pionek · h7 – Czarny pionek · c6 – Czarny pionek · b5 – Czarny pionek · d4 – Czarny pionek · g4 – Biała wieża · d3 – Biały pionek · h3 – Biały hetman · c2 – Biały pionek · f2 – Biały pionek · g2 – Biały pionek · h2 – Biały pionek · g1 – Biały król | d8 – Czarny hetman · e8 – Czarny goniec · g8 – Czarny król · a7 – Czarny pionek · f7 – Czarny pionek · g7 – Czarny pionek · h7 – Czarny pionek · c6 – Czarny pionek · b5 – Czarny pionek · d4 – Czarny pionek · g4 – Biała wieża · d3 – Biały pionek · h3 – Biały hetman · c2 – Biały pionek · f2 – Biały pionek · g2 – Biały pionek · h2 – Biały pionek · g1 – Biały król | 1 |
|   | a | b | c | d | e | f | g | h |   |

Związanie – związanie bierki w partii szachowej oznacza, że bierką tą nie można wykonać żadnego posunięcia lub można się nią poruszać tylko w ograniczonym zakresie, albo też wykonanie posunięcia tą bierką doprowadzi do poniesienia strat. W partii szachowej rozróżnia się 3 rodzaje związania:
- związanie na linii lub przekątnej, na której stoi król,
- związanie na linii lub przekątnej, na której stoi figura o większej wartości,
- związanie na linii lub przekątnej, na której stoi niebroniona bierka.

Związanie bierki jest jednym z manewrów umożliwiających uzyskanie przewagi w partii szachowej, ponieważ związana bierka ma mniejszą siłę bojową niż taka sama bierka niezwiązana. Mniejsza wartość bierki przejawia się w tym, że ma ona ograniczone możliwości poruszania się. Związanej bierki na ogół nie można włączyć do ataku. Związana bierka łatwo może stać się obiektem ataku.
Na diagramie 1 czarny skoczek jest związany przez białego gońca. Jest to związanie bezwarunkowe, ponieważ ruch skoczkiem odsłoniłby czarnego króla i postawił go w szachu, a takie posunięcie jest niedozwolone. Z kolei biały skoczek osłania hetmana przed atakiem czarnej wieży. To też jest związanie, chociaż w tym przypadku ruch skoczkiem jest przez przepisy dozwolony. Białe nie będą chciały odsłonić hetmana, ponieważ jest on cenniejszą figurą od wieży i ewentualna wymiana byłaby dla nich niekorzystna.

## Pozorne związanie
Początkujący szachiści często zbyt mocno ufają w siłę związania, a nie zawsze bywa ono skuteczne. Na diagramie 2 czarne, które są na posunięciu, mają nieco gorszą pozycję. Ustawienie białych figur zachęca do związania białej wieży gońcem. Czarne mogą zagrać:
1...Gd7
licząc na zdobycie wieży, która nie powinna przecież odsłonić cenniejszego hetmana.
Białe mogą jednak odpowiedzieć ruchem:
2.W:d4
i goniec nie będzie mógł bić białego hetmana, bo odsłoniłby własnego hetmana, a co gorsza, umożliwiłby białej wieży danie mata. Goniec, który chciał związać wieżę, sam został przez nią związany. Wbrew pozorom nie było to wcale dobre zagranie białych. Czarne mogą teraz wykorzystać niekorzystne ustawienie białego króla i zagrać:
2...Ha5! (groźba mata w następnym ruchu 3...Ha1 lub 3...He1)
3.g4 (jedyna możliwa odpowiedź białych by zapobiec matowi i jednocześnie obronić przed zbiciem własnego hetmana)
3...Ha1+ (szach białego króla)
4.Hf1 Hd4 (białe zasłaniają króla hetmanem, czarne biją niebronioną wieżę)
Czarne, zdobywszy wieżę uzyskują znaczną przewagę materialną nad białymi.
Prawidłową odpowiedzią białych w drugim ruchu jest 2.Hh4 które prowadzi do:
2...Ha5
3.Kf1 G:g4
4.H:g4 Hd8
Białe i tak tracą wieżę w zamian za gońca i są w niekorzystnej sytuacji w końcowym etapie gry. 
Bardzo pouczającym przykładem pozornego związania jest mat Legala.